# امامزاده احمد (باغملک)
۳۰°۴۴′۴۳٫۳۹″ شمالی ۵۰°۲۲′۳٫۱۱″ شرقی / ۳۰٫۷۴۵۳۸۶۱°شمالی ۵۰٫۳۶۷۵۳۰۶°شرقی

## بنیاد سازه
بنای امامزاده قدیمی، از گچ و سنگ اخته شده و ابعاد آن ۵×۷ متر است. دارا گنبد خانه‌ای ۵×۵ متر که در بالای آن گنبدی مخروطی به ارتفاع ۵۲ متر از ابتدای سقف تا نوک استوار گردیده و در زیر آن قبر امامزاده به ابعاد ۱۰۰×۱۰۰×۱۲۰ سانتی‌متر قرار گرفته‌است. این گنبد خانه در جهت شرق بنا و درب آن رو به جنوب باز می‌شود. بنای اولیه ساختمان چندان قدیمی نیست، حدوداً به اواخر دورهٔ قاجار بر می‌گردد.

## تاریخچه
یکی از آگاهان این روستا نقل می‌کند در زمان گذشته امامزاده چندین بار به خواب یکی از مؤمنین روستا آمده، و چنین بیان داشته که: در فلان نقطه مرقد ما قرار دارد، نهایتاً مردم روستا در آنجا تجمع و حفاری کردند و از همان روز قبه و بارگاهی بر آن قبر ساخته شد.
در فاصله ۴۰ متری بقعه چشمه معروف باغملک جانکی قرار گرفته‌است.
این بنا از ابتدای احداث (۱۳۳۸ ه. ق) تا کنون چندین بار مرمت و تعمیر گردید، اما در سال (۱۳۶۲ ه. ش) با همیاری مردم روستا باز سازی و باز پیرایی اساسی شد. در رابطه با شجره نامه امامزاده به استناد اقوال سال خورده گان و آگاهان محلی و اعتقادات منطقهٔ از اولاد موسی کاظم می‌باشد.

شجره نامه امامزاده احمد از نسخه خطی کتاب بحرالانساب